# Andreu Claret i Serra
Andreu Claret i Serra   (Acs, 26 d'agost de 1946) és un periodista i escriptor català. Va tenir una destacada participació en la lluita contra el franquisme, com a periodista i membre del Partit Socialista Unificat de Catalunya (PSUC). Ha dirigit diverses institucions dedicades al diàleg en l'àmbit mediterrani.

## Biografia
És fill de Maria Serra i Clotet i Andreu Claret i Casadessús, un polític català, fundador d'Esquerra Republicana de Catalunya, que va ser refugiat a Andorra on era conegut com l'Home de les Neus. És germà de Joan Claret i Solé, exiliat a Tolosa, defensor de la cultura occitana, i de Gerard Claret i Serra i Lluís Claret i Serra, andorrans, violinista i violoncel·lista, respectivament.
Va estudiar el batxillerat a França, abans de tornar a Catalunya amb la família. Va cursar el preuniversitari a l'Acadèmia Febrer de Barcelona i estudis d'Arquitectura i Economia a la Universitat de Barcelona. En ser expulsat de la Universitat per dos anys, es va llicenciar en periodisme estudiant a l'Escola de Periodisme de l'Església de Barcelona (CIC).
Està casat amb l'editora Patrizia Campana, amb qui té una filla, la politòloga Maria Claret i Campana.

## Trajectòria com a periodista
Va començar a treballar al diari Tarrassa Información i al gabinet de comunicació del Cercle d'Economia. Va ser delegat del setmanari Cambio16 a Catalunya de 1973 fins a 1977, quan el van expulsar per denunciar la censura d'una entrevista que havia fet a Lluís María Xirinacs. Fou un dels promotors de l'Agència Popular Informativa (API), clandestina, que informava de les activitats de l'oposició antifranquista catalana. Va ser redactor del setmanari Mundo i sotsdirector del setmanari La Calle, editat a Madrid, de 1978 a 1980.
Després d'una anys dedicat a la política, va tornar al periodisme com a delegat de l'Agència EFE a l'Àfrica subsahariana i, posteriorment, com a director d'aquesta Agència a Amèrica Central i a Catalunya. Ha estat col·laborador regular d'El matí de Catalunya Ràdio, i dels diaris La Vanguardia i Avui. Actualment, col·labora a El Periódico.

## Trajectòria política
Militant del PSUC des de l'any 1963, va ser detingut en dues ocasions i empresonat a la Model de Barcelona durant tres mesos. Va participar activament en els moviments socials antifranquistes i en les activitats de l'Assemblea de Catalunya. Nomenat membre del Comitè Central del PSUC l'any 1977, va ser elegit secretari polític del Comitè de Barcelona. A partir del V Congrés del PSUC (1981) formà part del Comitè Executiu d'aquest partit representant el corrent anomenat leninista, confrontat al sector prosoviètic i als eurocomunistes. Va ser director del setmanari Treball, òrgan del PSUC, i de la revista teòrica del partit, Nous Horitzons. Va ser membre de la direcció del Partit Comunista d'Espanya, des del 1983 fins al 1986 en què va deixar tota activitat política per tornar al periodisme.

## Trajectòria institucional
L'any 2000 va ser nomenat director general de l'Institut Català de la Mediterrània (ICM) en substitució de Baltasar Porcel. Sota el seu mandat, l'ICM es va transformar en Institut Europeu de la Mediterrània (IEMed), un consorci participat per la Generalitat de Catalunya, l'Ajuntament de Barcelona i el Ministeri d'Afers Exteriors del Govern espanyol. Va dirigir la revista Afkar-Ideas, dedicada al Magrib i l'Anuari de la Mediterrània, publicats per l'IEMed. Va ser el primer director de comunicació del Fòrum Universal de les Cultures de Barcelona 2004. El 2006, va ser anomenat director del gabinet de presidència i relacions públiques del Grup Agbar. L'any 2008, va guanyar un concurs internacional per ocupar la plaça de director executiu de la Fundació Euromediterrània Anna Lindh, una institució de la Unió per la Mediterrània participada per 42 països i creada per promoure el diàleg intercultural a la Mediterrània. Va dirigir aquesta institució, amb seu a Alexandria (Egipte), fins a l'any 2015. És membre del Consell Científic del Real Instituto Elcano i del Consell Consultiu de DIPLOCAT, també col·labora amb el CIDOB.

## Publicacions

### No ficció
- 1973 El Area Metropolitana de Barcelona, Gestión o Caos,(coordinador). Círculo de Economía, Ariel, Barcelona.
- 1975 Portugal: Hablan los capitanes, Ariel, Barcelona.
- 1977 Joan Reventós, biografia Cambio16, Madrid.

### Ficció
- 2008 El secret del brigadista, Columna, Barcelona.
- 2008 El secreto del brigadista, Planeta, Barcelona.
- 2017 Venjança, Columna, Barcelona.
- 2019 El Cònsol de Barcelona, Columna,Barcelona
- 2021 1939. La caiguda de Barcelona, Columna, Barcelona
- 2023 París érem nosaltres, Columna i Planeta, Barcelona

## Premis i distincions
- 1991 - Creu del Mèrit Civil (Espanya)
- 2004 - Ouissam Alauita (Marroc)
- 2005 - Orde Nacional del Mèrit (França)
- 2009 - Premi Ernest Udina a la trajectòria europeista, que atorga l'Associació de Periodistes Europeus de Catalunya. IV edició.
- 2019 - Premi Nèstor Luján de novel·la històrica[2]
- 2023 - Premi de les Lletres Catalanes Ramon Llull, per la seva novel·la ‘París érem nosaltres’[3]